# 바늘구멍 사진기

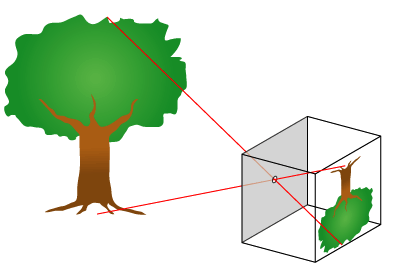
바늘구멍 사진기의 원리

바늘구멍 사진기( - 寫眞機), 혹은 핀홀 카메라는 렌즈를 사용하지 않고 작은 구멍을 통해 빛을 받아 들여 촬영하는 사진기이다. 간단하게 제작할 수 있어 교육용으로 쓰인다. 바늘구멍 사진기를 이용하여 사진을 촬영하는 사진작가도 있다.

## 구조와 촬영
바늘구멍 사진기는 대개 두 개의 상자로 이루어져 있다. 겉 상자에 작은 구멍을 뚫어 집광부의 역할을 하게 한다. 속상자에는 필름을 놓아 촬상한다. 초점 거리는 속상자를 앞뒤로 이동하여 조정하며 셔터는 손으로 가리거나 적당한 마개를 사용하기도 한다. 바늘구멍 사진기는 조리개가 없기 때문에 되도록 작은 구멍을 뚫는다.

## 발명
고대 그리스의 아리스토텔레스와 유클리드는 이미 버들가지로 만든 바구니의 작은 홈을 통과한 빛이 바구니 안에 밖의 풍경을 상이 눈에 맺히기 때문에 사물을 볼 수 있다는 것을 깨닫게 해 주어 이들의 이러한 관찰은 일종의 바늘구멍 사진기 시험이라고 할 수 있다.
기원전 5세기 무렵 고대 중국의 《묵자》라는 책에 이와 비슷한 현상을 언급한 부분이 있다.

## 크기와 상
바늘구멍 사진기의 구멍은 완벽한 원에 가까워 상의 왜곡이 없다. 착란원이 형성되지 않는 정확한 상을 얻기 위한 구멍의 크기와 초점 거리에 대해서는 요세프 페츠발이 처음으로 계산하였으나 오늘날에는 존 윌리엄 스트럿 레일리의 계산식을 사용한다.
{\displaystyle d=1.9{\sqrt {f\lambda }}}
d=구멍의 직경, f=초점거리, λ=파장
550nm 파장에 대응하는 표준 흑백필름의 경우 위 계산식에 대입하면 가장 알맞은 구멍의 직경은 구멍과 필름의 거리가 1인치라면 구멍의 직경은 0.22mm, 구멍과 필름의 거리가 5cm라면 구멍의 직경은 0.32mm가 된다. 이러한 크기를 손으로 제작하기는 어렵기 때문에 전문적인 사진을 찍을 경우 레이저를 이용해 구멍을 낸다.

## 교육
바늘구멍 사진기는 대한민국 초등학교 과학 교과에서 교육용으로 설명되고 있다.

## 같이 보기
- 핀홀 카메라 모델
- 카메라 옵스쿠라
- 윌리엄 폭스 탤벗
- 이븐 알하이삼
- 앵무조개
- 존 플레이트